# Château Lafite Rothschild

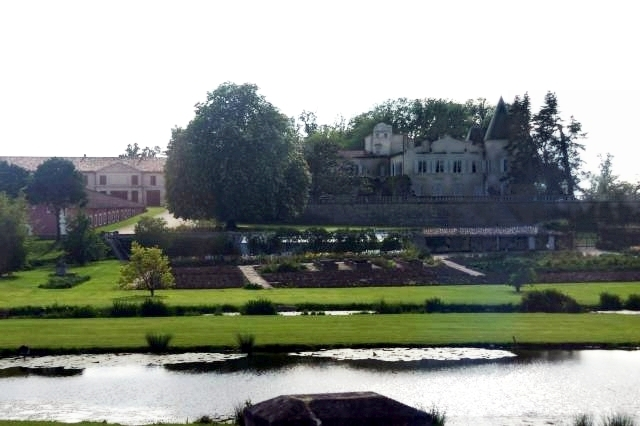
Château Lafite Rothschild

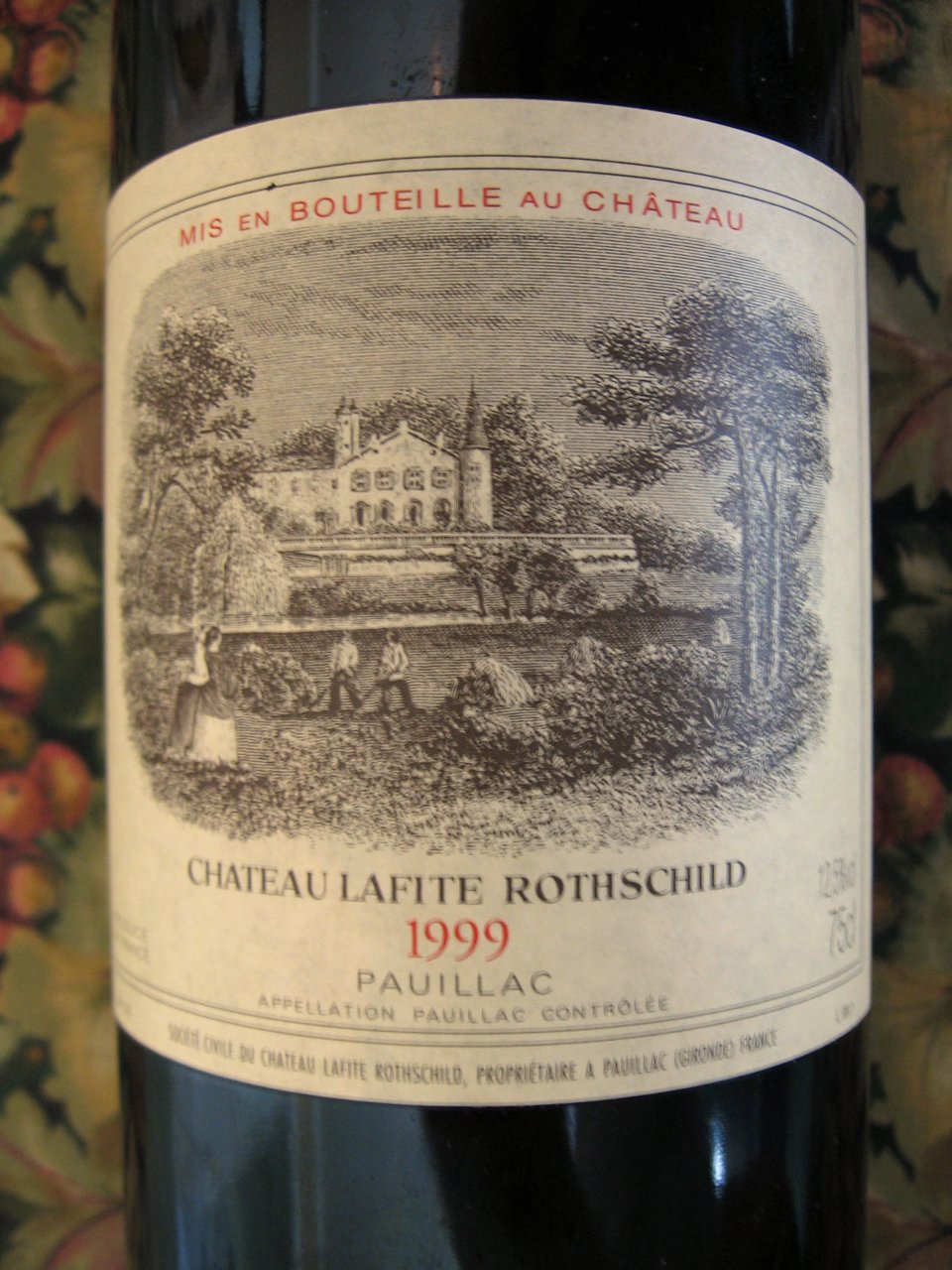
Château Lafite Rothschild 1999

Château Lafite Rothschild är en vinproducent från kommunen Pauillac, Médoc i Bordeaux, Frankrike.  Gården erhöll den förnämsta utmärkelsen 1er cru classé i 1855 års franska vinklassificering och har sedan dess varit ett av världens mest eftertraktade viner.
Vingården omfattar totalt 103 hektar. Odlingarna omfattar 70 % Cabernet Sauvignon, 25 % Merlot, 3 % Cabernet Franc, och 2 % Petit Verdot.
Gården producerar två viner:
- Château Lafite Rothschild, Grand vin - flaggskeppet.
- Carruades de Lafite, andravinet

## Samarbeten
År 2000 inleddes ett samarbete med Nicolás Catena i Argentina. Vingården kallas Bodegas Caro och producerar två viner: Caro och Amancaya. 